# جلوغير (نير)
جلوغير هي قرية في مقاطعة نير، إيران. عدد سكان هذه القرية هو 19 في سنة 2006.